# Politica comparata
La politica comparata è una branca delle scienze politiche, caratterizzato da un approccio empirico basato sul metodo comparativo. In altre parole, la politica comparata è lo studio della politica interna, delle istituzioni politiche e dei conflitti dei paesi. Spesso comporta confronti tra paesi e nel tempo all'interno dei singoli paesi, sottolineando i modelli chiave di somiglianza e differenza. Arend Lijphart sostiene che la politica comparativa non ha un focus sostanziale in sé, ma piuttosto metodologica : si focalizza su "il come ma non specifica cosa dell'analisi". In breve, la politica comparata non è definita dall'oggetto del suo studio, ma piuttosto dal metodo che applica per studiare i fenomeni politici. Peter Mair e Richard Rose avanzano una definizione leggermente diversa, sostenendo che la politica comparata è definita da una combinazione di un focus sostanziale sullo studio dei sistemi politici dei paesi e un metodo per identificare e spiegare le somiglianze e le differenze tra questi paesi usando concetti comuni.  Rose afferma che, nella sua definizione: "L'attenzione è esplicita o implicita su più di un paese, seguendo in tal modo l'uso familiare della scienza politica escludendo il confronto all'interno della nazione. Metodologicamente, il confronto si distingue per il suo uso dei concetti che sono applicabili in più di un paese ". 
Quando si applicano a specifici campi di studio, le politiche comparative possono essere indicate con altri nomi, come ad esempio il governo comparativo (lo studio comparativo delle forme di governo ) o la politica estera comparata (confrontando le politiche estere di diversi Stati per stabilire connessioni empiriche tra le caratteristiche dello Stato e le caratteristiche della sua politica estera).
A volte, specialmente negli Stati Uniti, il termine "politica comparata" è usato per riferirsi a "la politica dei paesi stranieri". Questo uso del termine, tuttavia, è spesso considerato errato. 
La "scienza politica comparata" come termine generico per un'area di studio, al contrario di una metodologia di studio, può essere considerata ridondante. La politica si mostra politicamente solo quando viene fatto un confronto aperto o tacito. Uno studio su una singola entità politica, che sia una società, una sottocultura o un periodo, mostrerebbe la politica come una semplice realtà brutale senza confronto con un'altra società, sottocultura o periodo.
Il più alto riconoscimento nella disciplina di Comparative Politics è il premio Karl Deutsch, assegnato dalla International Political Science Association . Finora è stato assegnato a Juan Linz (2003), Charles Tilly (2006), Giovanni Sartori (2009) e Alfred Stepan (2012).
| Controllo di autorità | Thesaurus BNCF 57134 · LCCN (EN) sh85029298 · GND (DE) 4137685-7 · BNF (FR) cb11950239g (data) · J9U (EN, HE) 987007545494205171 · NDL (EN, JA) 01081027 |